# ステファニー・マクマホン
ステファニー・マクマホン・レヴェック（Stephanie McMahon Levesque、1976年9月24日 - ）は、アメリカ合衆国のプロレス団体WWEの構成作家。プロレスラーではないが、リングで試合を行ったこともある。コネチカット州ハートフォード出身。かつての本名は、ステファニー・マリー・マクマホン（Stephanie Marie McMahon）
WWEの元会長ビンス・マクマホンとその妻リンダ・マクマホンの娘であり、WWEの経営に参画している。現在チーフ・ブランド・オフィサー（CBO）を務める。

## 来歴
WWEへの初登場は、十代の頃にロディ・パイパーのパイパース・ピットへのゲスト出演である。
本格的に登場を始めるのはボストン大学を卒業後の1999年からである。清純派キャラクターのギミックが与えられ、ベビーフェイスとしての登場であった。登場後すぐにジ・アンダーテイカーに誘拐され、リング上で結婚式が強引に行われようとするもストーン・コールド・スティーブ・オースチンに救出された。
その後テストとの恋愛ストーリーが展開する。アングル上の結婚の直前、ブリティッシュ・ブルドッグが投げたゴミ箱が頭を直撃して記憶喪失に陥る。その後、テストの献身的な看病もあって記憶が回復し、結婚式の日を迎えるが、父ビンスと当時抗争中だったトリプルHが結婚式に乱入、前夜、昏睡状態のステファニーを拉致し、ドライブスルー結婚式場で既に結婚をしていたことを告げる。結婚解消とタイトル挑戦をかけた1999年末アルマゲドンでの父ビンス対トリプルHのストリートファイトで、ステファニーは父を裏切ってヒール転向。トリプルHと悪の夫婦としてWWFを支配していくこととなる。また、これ以降プロレスラーとしての活動も本格化し、WWF女子王座も獲得した。
2000年から2001年にかけて、トリプルH、カート・アングルと三角関係のストーリーが展開する。このストーリーは、ステファニーが引き続きトリプルHのストーリー上の妻でありつづける形で終わったが、この後トリプルHは怪我で長期離脱することになった。
2001年にWWEがECWを買収した際、ストーリー上ECWのオーナーとなり、WCWオーナーのシェイン・マクマホンと共にWCW/ECW連合軍（アライアンス）を結成し、WWFに対するヒール軍を率いた。
2002年にトリプルH復帰後、ストーリー上離婚する。2002年7月にスマックダウンのGMに就任する。RAWのGMであるエリック・ビショフとの対立や、ハルク・ホーガンの獲得などを通じて再びベビーフェイスになる。2002年10月20日に、スマックダウン側に存在しなかったタッグ王座への対応として、WWE・タッグチーム王座を創設。
2003年に入り、父親のビンス・マクマホン、およびそのストーリー上の愛人であるセイブルと抗争を行う。2003年10月19日に行われたノー・マーシーにおいてビンス・マクマホンと「"I Quit" Match」（敗者追放マッチ）を行い、試合に敗れてGM職を退く。
以降WWEのストーリー構成の仕事に専念するようになり、番組への出演から遠ざかり、WWE殿堂の表彰式などで、参加者の一員としてTVに映る程度になっていた。
2005年10月、RAWのアメリカ国内での放送がUSA Networkに移ってから番組への復帰が発表され、ヒールとして登場を開始した。復帰最初の収録であるWWE・ホームカミングでは、登場するや否やストーン・コールド・スティーブ・オースチンからスタナーを受けた。
自身の妊娠により、WWEのストーリー展開の表舞台から遠ざかっていたが、2006年3月6日のRAWに、ショーン・マイケルズとの絡みで久々の登場を果たした。
2008年12月、マイク・アダムルの辞任を受け、RAWのGMに就任。2009年3月にはランディ・オートンからRKOを受け、トリプルHとオートンの抗争を引き金となった。このストーリーの中でトリプルHは、ステファニーが妻であることや自らがマクマホン一族であることを明言しており、前述のストーリー上の離婚は無かったことにされている。この抗争で負傷したためという名目で、RAWのGMを辞任した（後任はヴィッキー・ゲレロ）。
2013年8月、PPVサマースラムの翌日のRAWより再び表舞台に姿を現すようになる。夫が指揮する組織「オーソリティー」のナンバー2ポジションに着任し、権力を振りかざすヒールとして活動。時にはビッグ・ショーやバティスタに平手打ちを見舞うなど攻撃的な一面も見せている。
2016年7月11日のRAWでビンス・マクマホンからRawのコミッショナーに任命される。
2022年6月、ビンス・マクマホンがスキャンダル報道でCEO兼会長を退任したため、同職を引き継ぎ、ニック・カーンと共に共同CEOとなった。
2023年1月10日、共同CEOを辞任することを発表した。後任はビンス・マクマホンが再び同職を務めることとなる。

## 獲得タイトル
- WWF女子王座：1回

## 入場曲
- Bodies（Drowning Pool） - アライアンス時の入場曲
- My Time
- All Grown Up
- Welcome To The Queendom

## その他
- 2001年に豊胸手術を行っている。WWEのディーヴァとしてやるべきだと考えての決意だったそうで、このことは番組内においてクリス・ジェリコが興行地の名物であるシリコンバレーにかけてなじっている。
- 2003年10月25日、それまでストーリー上、結婚および離婚していたトリプルHと実際に結婚した。2006年7月24日に長女を、2008年7月28日に次女を出産。ストーリー中でも2人の娘について述べられたことがある。ステファニーは妊娠中もWWEで働き、ツアーにも帯同していた。2010年8月24日には三女を出産している[4]。
- ザ・ロックからフォールを奪ったこともある。

## マクマホン・ファミリー
|                      |                      |                      |                      |                      |                      |  |  |                      |                      | ジェス・マクマホン         |                      |                      |                      |                    |                    |                                      |                                      |                                      |                                      |                                      |                                      |                    |                    |                                 |                                 |                                 |                                 |                                 |                                 |  |  |  |  |  |  |  |  |  |  |  |  |  |  |
|                      |                      |                      |                      |                      |                      |  |  |                      |                      |                            |                      |                      |                      |                    |                    |                                      |                                      |                                      |                                      |                                      |                                      |                    |                    |                                 |                                 |                                 |                                 |                                 |                                 |  |  |  |  |  |  |  |  |  |  |  |  |  |  |
|                      |                      |                      |                      |                      |                      |  |  |                      |                      | ビンス・マクマホン・シニア |                      |                      |                      |                    |                    |                                      |                                      |                                      |                                      |                                      |                                      |                    |                    |                                 |                                 |                                 |                                 |                                 |                                 |  |  |  |  |  |  |  |  |  |  |  |  |  |  |
|                      |                      |                      |                      |                      |                      |  |  |                      |                      |                            |                      |                      |                      |                    |                    |                                      |                                      |                                      |                                      |                                      |                                      |                    |                    |                                 |                                 |                                 |                                 |                                 |                                 |  |  |  |  |  |  |  |  |  |  |  |  |  |  |
|                      |                      |                      |                      |                      |                      |  |  |                      |                      | ビンス・マクマホン         | ビンス・マクマホン   | ビンス・マクマホン   | ビンス・マクマホン   | ビンス・マクマホン | ビンス・マクマホン |                                      |                                      | リンダ・マクマホン                   | リンダ・マクマホン                   | リンダ・マクマホン                   | リンダ・マクマホン                   | リンダ・マクマホン | リンダ・マクマホン |                                 |                                 |                                 |                                 |                                 |                                 |  |  |  |  |  |  |  |  |  |  |  |  |  |  |
|                      |                      |                      |                      |                      |                      |  |  |                      |                      | ビンス・マクマホン         | ビンス・マクマホン   | ビンス・マクマホン   | ビンス・マクマホン   | ビンス・マクマホン | ビンス・マクマホン |                                      |                                      | リンダ・マクマホン                   | リンダ・マクマホン                   | リンダ・マクマホン                   | リンダ・マクマホン                   | リンダ・マクマホン | リンダ・マクマホン |                                 |                                 |                                 |                                 |                                 |                                 |  |  |  |  |  |  |  |  |  |  |  |  |  |  |
|                      |                      |                      |                      |                      |                      |  |  |                      |                      |                            |                      |                      |                      |                    |                    |                                      |                                      |                                      |                                      |                                      |                                      |                    |                    |                                 |                                 |                                 |                                 |                                 |                                 |  |  |  |  |  |  |  |  |  |  |  |  |  |  |
|                      |                      |                      |                      |                      |                      |  |  |                      |                      |                            |                      |                      |                      |                    |                    |                                      |                                      |                                      |                                      |                                      |                                      |                    |                    |                                 |                                 |                                 |                                 |                                 |                                 |  |  |  |  |  |  |  |  |  |  |  |  |  |  |
| シェイン・マクマホン | シェイン・マクマホン | シェイン・マクマホン | シェイン・マクマホン | シェイン・マクマホン | シェイン・マクマホン |  |  | マリッサ・マズゥーラ | マリッサ・マズゥーラ | マリッサ・マズゥーラ       | マリッサ・マズゥーラ | マリッサ・マズゥーラ | マリッサ・マズゥーラ |                    |                    | ステファニー・マクマホン＝レヴェック | ステファニー・マクマホン＝レヴェック | ステファニー・マクマホン＝レヴェック | ステファニー・マクマホン＝レヴェック | ステファニー・マクマホン＝レヴェック | ステファニー・マクマホン＝レヴェック |                    |                    | ポール・レヴェック（トリプルH） | ポール・レヴェック（トリプルH） | ポール・レヴェック（トリプルH） | ポール・レヴェック（トリプルH） | ポール・レヴェック（トリプルH） | ポール・レヴェック（トリプルH） |  |  |  |  |  |  |  |  |  |  |  |  |  |  |
| シェイン・マクマホン | シェイン・マクマホン | シェイン・マクマホン | シェイン・マクマホン | シェイン・マクマホン | シェイン・マクマホン |  |  | マリッサ・マズゥーラ | マリッサ・マズゥーラ | マリッサ・マズゥーラ       | マリッサ・マズゥーラ | マリッサ・マズゥーラ | マリッサ・マズゥーラ |                    |                    | ステファニー・マクマホン＝レヴェック | ステファニー・マクマホン＝レヴェック | ステファニー・マクマホン＝レヴェック | ステファニー・マクマホン＝レヴェック | ステファニー・マクマホン＝レヴェック | ステファニー・マクマホン＝レヴェック |                    |                    | ポール・レヴェック（トリプルH） | ポール・レヴェック（トリプルH） | ポール・レヴェック（トリプルH） | ポール・レヴェック（トリプルH） | ポール・レヴェック（トリプルH） | ポール・レヴェック（トリプルH） |  |  |  |  |  |  |  |  |  |  |  |  |  |  |